# Здринога
Здринога — деревня в Новгородском районе Новгородской области, входит в состав Ракомского сельского поселения.
Расположена в новгородском Поозерье в 1,3 км от северо-западного берега озера Ильмень. Ближайшие населённые пункты: деревни Медвежья Голова, Ондвор, Милославское и Ильмень.